# 1re série 1934/35
Die Saison 1934/35 war die 19. Spielzeit der 1re série, der höchsten französischen Eishockeyspielklasse. Meister wurde zum insgesamt dritten Mal in der Vereinsgeschichte Stade Français.

## Meisterschaft

### Halbfinale
- Stade Français – Chamonix Hockey Club 9:2 (0:0, 6:0, 3:2)

### Finale
- Stade Français – Français Volants 4:3 n. V. (1:0, 2:2, 0:1, 1:0)